# Jakub Polak (rabin)
Jakub Polak (ur. ok. 1460 r. w Niemczech, zm. prawdopodobnie w Palestynie ok.  1530 r.) – rabin Krakowa oraz Pragi. 
Był on pierwszym znanym z imienia rabinem w Polsce. Polak jako pierwszy w kraju założył jesziwę w Krakowie. Powstała ona przy wsparciu jego teścia Mojżesza Fiszela, a jej utworzenie pomogło w rozwoju żydowskiej nauki w Polsce.
Studiował on Talmud w Norymberdze, gdzie już w młodym wieku wyróżniał się spośród uczniów, uczony był przez Jakuba Marguliesa. Przybywszy do Krakowa, był więziony po tzw. tumulcie w 1494 r. przyczynił się on wtedy do przeniesienia żydów z Krakowa do Kazimierza. Został on zwolniony od tzw. podatków żydowskich przez króla Aleksandra Jagiellończyka w 1501 roku, a w1503 roku mianował go Doktorem prawa mojżeszowego.
Kontrowersyjne wyroki sprawiły, że doszło do sporu pomiędzy nim, a takimi uczonymi jak Jakubem Marguliesem z Norymbergi, Pinkasem z Pragi, Judą Müzowem z Padwy. Istnieją dwie hipotezy na temat ostatnich lat życia Jakuba Polaka. Jedną z nich jest zesłanie go do Palestyny przez królową Bonę ze względu na konflikt z jej lekarzem. Drugą hipotezą jest jego powrót z Palestyny do Lublina.